# Cheiridopsis namaquensis
Cheiridopsis namaquensis es una especie de planta suculenta perteneciente a la familia Aizoaceae y endémica de Sudáfrica.

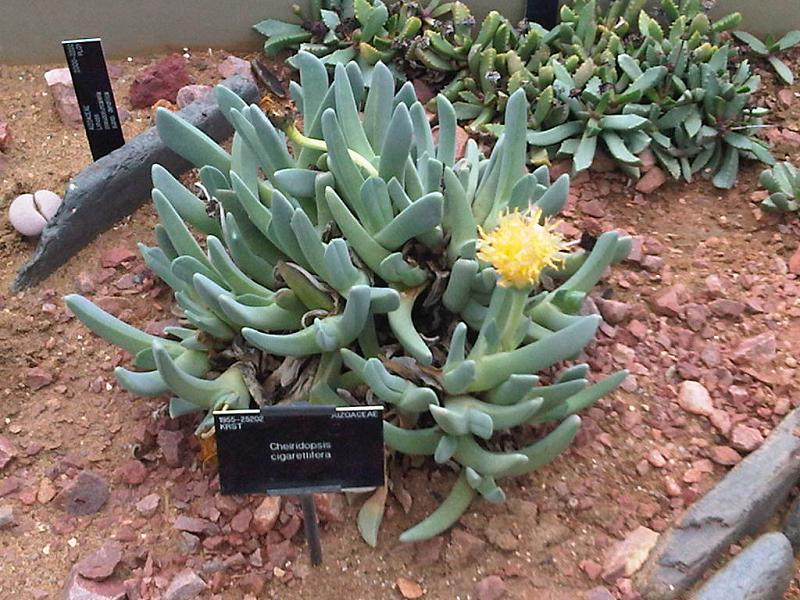
Vista de la planta

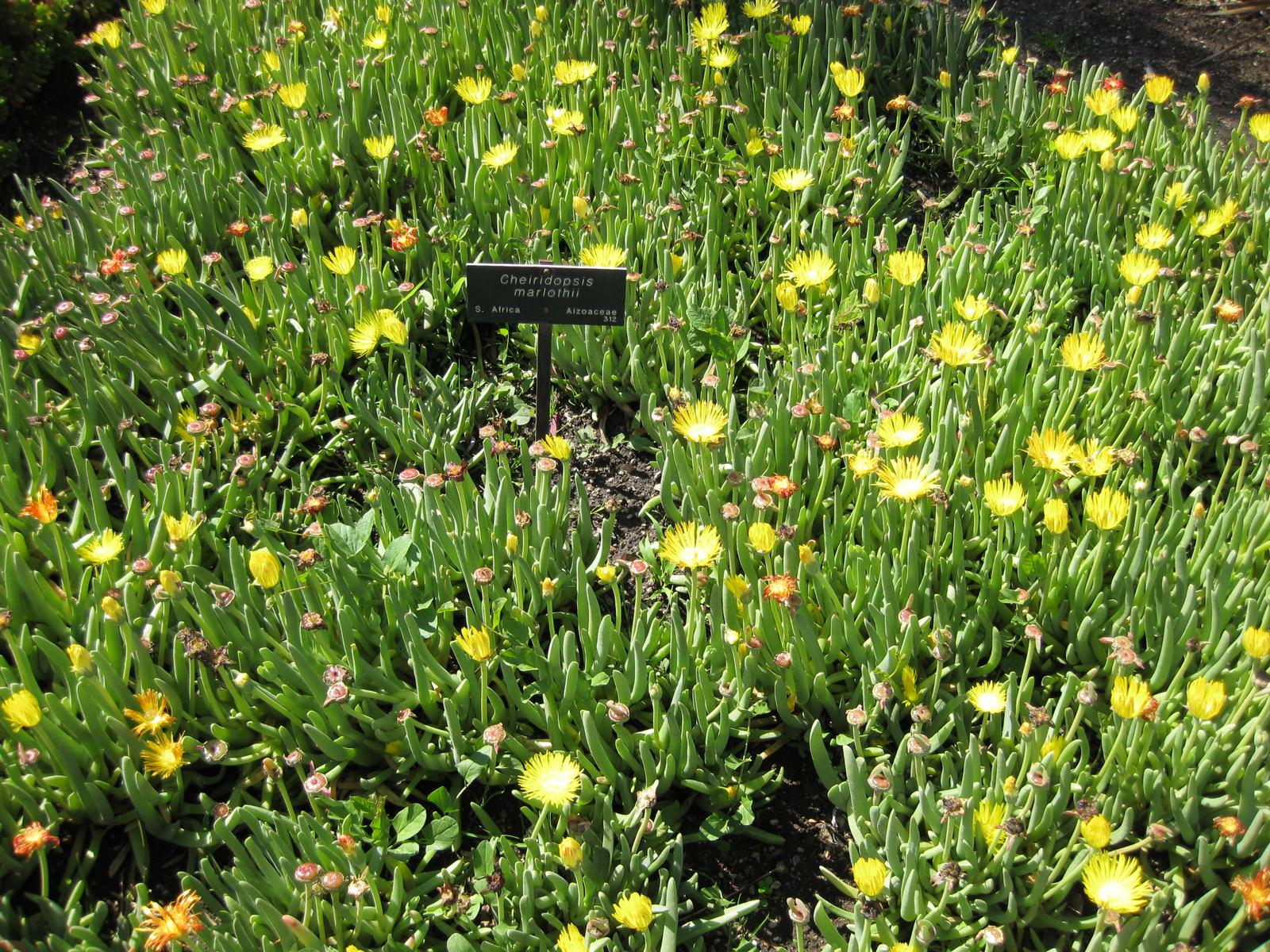
Vista de la planta

## Descripción
Es una pequeña planta suculenta perennifolia que alcanza los 4 cm de altura a una altitud de 300 - 900 metros en Sudáfrica.
Es extremadamente resistente a la sequía y crece profusamente. Las hojas se agrupan en dos o tres pares, con las más pequeñas fuera y las más grandes en el interior. Se cubre de flores amarillas la mayoría del año en climas moderados. Resiste ligeras heladas.

## Taxonomía
Cheiridopsis namaquensis fue descrita por (Sond.) H.E.K.Hartmann y publicado en Illustrated Handbook of Succulent Plants. Aizoaceae 124. 2002[2001].
Etimología
Cheiridopsis: nombre genérico que deriva del griego: cheiris = "mano, vagina" y -opsis = "similar", donde se refiere a las vainas parecidas al papel, que se forman durante el período de descanso.
namaquensis: epíteto geográfico que alude a su localización en Namaqualand.
Sinonimia
| - Cheiridopsis breachiae L.Bolus - Cheiridopsis brevis L.Bolus - Cheiridopsis brevissima Govaerts - Cheiridopsis cigarettifera (Berger) N.E.Br. - Cheiridopsis curta L.Bolus - Cheiridopsis difformis (Thunb.) N.E.Br. - Cheiridopsis duplessii L.Bolus - Cheiridopsis framesii L.Bolus - Cheiridopsis hutchinsonii L.Bolus - Cheiridopsis intrusa L.Bolus - Cheiridopsis latifolia L.Bolus | - Cheiridopsis longipes L.Bolus - Cheiridopsis luckhoffii L.Bolus - Cheiridopsis marlothii N.E.Br. - Cheiridopsis quaternifolia L.Bolus - Cheiridopsis scabra L.Bolus - Cheiridopsis scabra var. fera L.Bolus - Cheiridopsis serrulata L.Bolus - Cheiridopsis subalba L.Bolus - Cheiridopsis tenuifolia L.Bolus - Mesembryanthemum difforme Thunb. - Mesembryanthemum namaquense Sond |